# ホセ・マリア・アルゲダス
ホセ・マリア・アルゲダス・アルタミラーノ（José María Arguedas Altamirano, 1911年1月18日 - 1969年12月2日）は、ペルーの小説家、文化人類学者。ケチュア語を活かした独自の文体でインディオ世界を描くインディヘニスモの大家で、ペルーの国民的作家として敬愛された。代表作に『深い川』『すべての血』など。

## 生涯
ペルー南部のアンダワイラスに生まれる。両親ともに白人で、父はインディオの権利を擁護する弁護士であった。早くに母を亡くし、3歳で祖母のもとへ行く。6歳の時に継母を迎えるが、資産家であった継母に嫌われ、調理場の桶の中で寝泊まりするような生活を強いられた。そのため、もっぱら使用人のインディオ達に囲まれて育つことになるが、これにより少年時代はスペイン語よりもケチュア語を得意とした。この経験が、アルゲダスにインディオのアニミズムへ向かわせる契機ともなっている。また不良であった義兄によって強姦の見張りを強要されるなどといったトラウマを植え付けられ、晩年になっても精神分析医の助けを必要とした。後年の作品内でも、性は暴力的で不潔なものとして描かれている。やがて継母や義兄との関係に耐えられなくなり、ついには自宅の農場を離れてウテコというインディオの村に避難し、インディオ達と寝食を共に過ごすようになる。自身の感受性やメンタリティーはインディオと変わらなかったと後年述懐している。
父親といくつかの土地を転々とした後、13歳でアバンカイの寄宿学校へ入学。このアバンカイの学校は後年『深い川』の舞台となる。のち、リマの国立サンマルコス大学に進学。父はアルゲダスが大学生の頃に亡くなる。1933年、最初の作品を発表。ケチュア語の題名が付けられた「ワルマ・クヤイ（子供の恋）」で、雑誌『記号』の創刊号に掲載された。この作品で既に、生涯に渡るテーマとなったインディオ文化と西洋文化の狭間に位置する苦悩が見られる。1935年に処女作となる短編集『水』を刊行。横暴な村の権力にインディオの若者が立ち向かう表題作「水」が特に評判となった。1937年に大学を卒業するが、政治活動に関係して逮捕され、約1年投獄される。この体験は後に『セスト刑務所』の土台となる。出所後は中学校の教師となる。1941年に初の長編『ヤワル・フィエスタ』を刊行。インディオの風習を野蛮とみなす支配者と、それに抵抗するインディオ達の姿を綴った。
その後、大学に戻り民族学の研究を開始。アンデスの村落でフィールドワークを行って民話や民謡を精力的に採集し、『ケチュア族の歌と物語』など多くの論文にまとめた。この間の作家としての活動は、『ダイヤモンドと火打石』など2、3の短編を書いたのみである。後に遺された「日記」によると、この期間について「幼年期の体験に起因する精神的な病」のために5年間活動できなかったとしている。
1958年、2作目の長編『深い川』を発表。一人の少年の目を通じ、アンデスの大自然との交流やインディオの魔術的世界を情感豊かに描き出した。1961年に自伝的要素を持つ『6号』を発表。1964年には『すべての血』を発表、様々な人種や階層が錯綜する中で近代化へと進むペルーが抱える社会問題を明らかにした。
しかしこの頃から気力が減退し、創作力にも衰えを感じ始める。1969年、遺作『上の狐と下の狐』を書き上げた直後にピストル自殺を図り、4日後にリマの病院で死去した。享年58歳。

## 邦訳作品
- 『深い川』杉山晃 訳 現代企画室  (ラテンアメリカ文学選集8) 1993.12
- 『ヤワル・フィエスタ(血の祭り) 』杉山晃 訳 現代企画室 (シリーズ越境の文学・文学の越境) 1998.4
- 『アルゲダス短編集』杉山晃 訳 彩流社 2003.6
- 『ダイヤモンドと火打ち石』杉山晃 訳 彩流社 2006.5

## 主要作品
- 『水』(Agua) 1935年

短編集。表題作の「水」に加え、最初の作品「ワルマ・クヤイ」、「生徒たち」の3編を収録。
- 『ヤワル・フィエスタ』(Yawar fiesta, 血の祭) 1941年

ダイナマイトを片手に闘牛に挑むインディオの祭りを野蛮な風習とみなす支配者と、この祭りによって民族の血を呼び起こそうというインディオ達の対立を、ケチュア語を活かした独特の文体で表現した。
- 『深い川』(Los ríos profundos) 1958年

アルゲダスの分身とも言える、一人の孤独な少年エルネストを主人公とする。舞台はアンデス山中のアバンカイ。寄宿学校で過ごす少年は、自らも白人でありながら、偽善的な神父や野蛮な級友たちに馴染めず、やがてインディオ達を敬愛するようになる。だが、ある事件を契機に軍隊によるインディオ弾圧が始まり、さらに疫病が村を襲う。少年はこの苦難を通じ、虐げられる弱者への共感を強めていく。
- 『すべての血』(Todas las sangres) 1964年

アンデスに押し寄せる資本化や工業化の波、海岸の都市部へと流出するインディオ達。様々な人種や階層が絡み合ったまま、急速に変化していくペルー社会を全体的に捉える野心作。
- 『上の狐と下の狐』(El zorro de arriba y el zorro de abajo) 1970年[4]

遺作。作者の「日記」が各所に挿入され、エピローグが「遺書」となっている。タイトルの「上の狐」「下の狐」は、征服者の文化と先住民の文化を暗示している。